# Julia Rößner
Julia Rößner (* 30. Juli 1996 in Nürnberg) ist eine deutsche Fußballspielerin.

## Werdegang
Rößner startete ihre Karriere in der Jugend des 1. FC Nürnberg. Nach einigen Jahren in der Jugendabteilung des Clubs wechselte sie mit Beginn der Saison 2012/2013 zur B-Jugend des FF USV Jena. Zwei Monate später, am 27. September 2012, wurde Rößner erstmals in die U-17-Auswahl des Thüringer Fußball-Verbandes berufen. Rößner spielte ihr Debüt in der 2. Frauen-Bundesliga Süd für den FF USV Jena gegen den Herforder SV am 21. April 2013. Es folgte bis zum Saisonende ein weiteres Ligaspiel für die Jenaer Reserve, bevor sie im Sommer 2013 permanent in die Reservemannschaft aufrückte. Nach neun Spielen in der Vorrunde der Saison 2013/2014 für den USV Jena II in der Bundesliga Süd feierte sie ihr Seniorendebüt in der Frauen-Bundesliga mit 17 Jahren gegen die TSG 1899 Hoffenheim. Im Sommer 2016 verließ sie den USV Jena und wechselte in die zweite Mannschaft des 1. FC Nürnberg. Nach 12 Einsätzen in der Reserve von Nürnberg, wechselte sie zum Landesliga Nord Rivalen SV Frensdorf.

## Persönliches
Im Mai 2011 nahm Rößner für das Hardenberg-Gymnasium in Fürth am Metropolmarathon teil.